# رابی اندرسون
رابی اندرسون (انگلیسی: Robbie Anderson; ۲۳ فوریهٔ ۱۹۳۶ – نوامبر ۱۹۹۶) بازیکن فوتبال بود.